# Ranunculus alnetorum
Ranunculus alnetorum es una planta acuática de la familia de las ranunculáceas.

## Descripción
Tiene tallos de hasta 25 cm de altura, débiles, numerosos, ramificados, plurifloros. Hojas basales 1-4, heteromorfas, con silueta semicircular y pecíolo de hasta 100 mm; lámina de hasta 30 × 40 mm, de truncada a subcordada en la base (seno basal inexistente, ángulo de 180° o muy abierto, en forma de amplia V); la primera hoja, que generalmente está marchita en la antesis, 5-partida, con segmentos lanceolados profundamente divididos y muy dentados; las hojas medias, 3-5 divididas, netamente dentadas, con segmentos más anchos y senos basales progresivamente menos agudos y profundos; última hoja casi indivisa pero gruesamente dentada en forma variable y con seno basal de c. 180°. Hojas caulinares con segmentos lanceolados, enteros y con margen cerdoso-pestañoso. Pedúnculos pelosos, con pelos esparcidos y tenues. Flores de hasta 10 mm de diámetro, bien formadas o incompletas. Estambres sobrepasando muy poco los carpelos. Receptáculo glabro. Aquenios de 4 × 2,5 mm, densamente pelosos, con pico corto y escasamente curvado.

## Distribución y hábitat
Se encuentra en los pastos montanos, entre enebros y en matorrales aclarados; a una altitud de 1500-1700 metros en el NE de Suiza, SW de Alemania y cordillera Cantábrica en España.

## Taxonomía
Ranunculus alnetorum fue descrita por Walo Koch y publicado en Ber. Schweiz. Bot. Ges. 49: 547 1939.
Citología
Etimología
Ver: Ranunculus:
Número de cromosomas de Ranunculus aduncus (Fam. Ranunculaceae) y táxones infraespecíficos: 2n=16
Etimología
Ver: Ranunculus
alnetorum: epíteto